# 胡德亮
胡德亮（1886年—？年），山西省文水縣人，畢業於山西西學專齋礦學專科，宣統三年進士。

## 生平
- 山西西學專齋丁班生[2]
- 宣統三年，經學部考試列中等；八月甲子引見，賞給進士出身[3][4]。
- 民國7年（1918年），中華民國第二屆國會參議員選舉中央選舉會第一部選舉人[5]。
- 山西保晉礦務公司大同分公司庶務股股長[6]